# Karl Hassenpflug
Karl Hassenpflug (* 5. Januar 1824 in Kassel; † 18. Februar 1890 ebenda) war ein deutscher Bildhauer.

## Leben

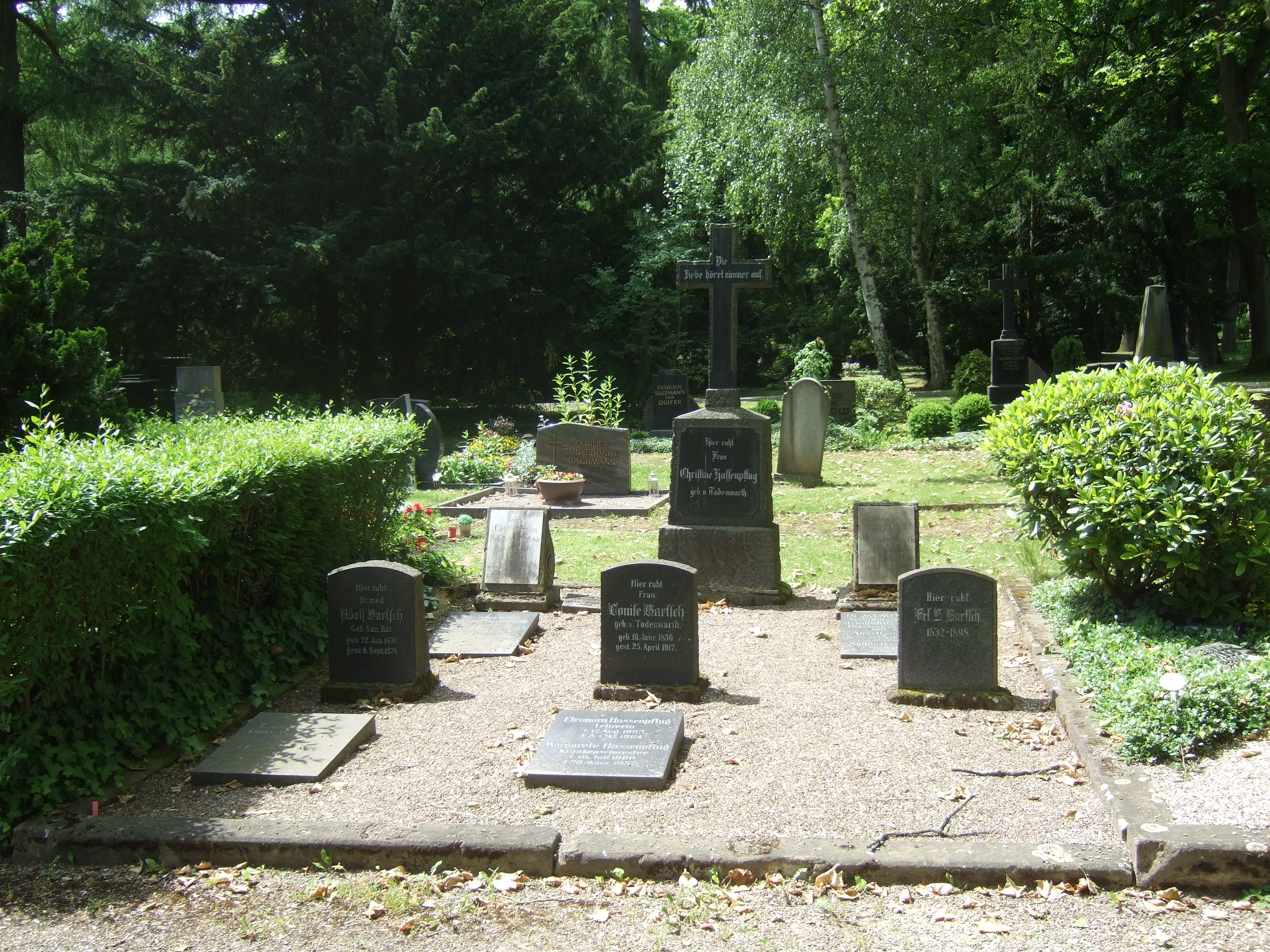
Grab von Karl Hassenpflug (hintere Reihe links)

Seine Eltern waren der hessische Minister Ludwig Hassenpflug und dessen Ehefrau Charlotte Grimm, die einzige Schwester von Jacob und Wilhelm Grimm. Er hatte drei ihn überlebende, jüngere Geschwister, Friedrich (1827–1892), Ludwig Werner genannt Louis (1831–1878) und Dorothea Hassenpflug (1833–1898). Karl Hassenpflug war seit 1870 mit Christine Wolff von Todenwarth (1837–1894) verheiratet.
Karl Hassenpflug kam nach Berlin in das Atelier von Ludwig Wilhelm Wichmann und war 1844 bis 1847 Schüler von Ludwig Schaller in München. Von 1848 bis 1850 war er in Rom und modellierte dort die Gruppe Simson und Delila. Mit dem Maler Karl Christian Andreae teilte er in Rom eine Wohnung.
Nach Deutschland zurückgekehrt, arbeitete er in Hannover für das neue Theater, machte eine Reise nach England und hielt sich dann in Kassel auf, wo er mehrere plastische Arbeiten für die Elisabethkirche in Marburg und die Michaelskirche in Fulda ausführte.
1856 ging er zum zweiten Mal nach Rom und schuf dort aus dem Mythenkreis seine schönsten Arbeiten von großer Lieblichkeit der Formen, namentlich die Marmorgruppe Amor und Psyche (für König Friedrich Wilhelm IV.), Eros und Anteros (Museum in Köln), Ariadne, Galatea von Amorinen umgeben.
1868 wurde er Professor für Bildhauerkunst an der Kasseler Kunstakademie und schuf für das Orangeriegebäude in Kassel mehrere Medaillons hessischer Fürsten und für das Galeriegebäude die Gruppen der Giebelfelder sowie Genregruppen und Reliefs.

## Werke (Auswahl)
- Universität Marburg, Medizinische Klinik, Porträtbüste Carl Friedrich Heusinger, 1879 in der Deutschen Digitalen Bibliothek
- Attika des Kunstvereins für Kurhessen
- Reliefmedaillon der Märchenfrau von Niederzwehren am Haus der Gebrüder Grimm in der Marktgasse in Kassel (nach einer Radierung Ludwig Emil Grimms, 1885)[2][3]